# Mięsień piszczelowy przedni
Mięsień piszczelowy przedni (łac. musculus tibialis anterior) – w anatomii człowieka duży, trójgraniasty mięsień kończyny dolnej, należący do grupy przedniej mięśni goleni. Rozpoczyna się na kłykciu bocznym i górnych 2/3 bocznej powierzchni kości piszczelowej, górnych 2/3 błony międzykostnej i powięzi goleni. Przebiega wzdłuż trzonu kości piszczelowej, poniżej połowy przechodzi w mocne ścięgno przytrzymywane przez troczki prostowników górny i dolny, przechodzi na powierzchnię podeszwową stopy. Kończy się na powierzchni podeszwowej kości klinowatej przyśrodkowej i powierzchni podeszwowej podstawy pierwszej kości śródstopia. Unaczyniony jest przez tętnicę piszczelową przednią i tętnicę wsteczną piszczelową przednią, a unerwiony przez nerw strzałkowy głęboki (L4–5, S1). Jego funkcją jest zginanie stopy grzbietowo i jej odwracanie.